# Protastrodesmus planus
Protastrodesmus planus är en mångfotingart som beskrevs av Hoffman 2005. Protastrodesmus planus ingår i släktet Protastrodesmus och familjen Gomphodesmidae. Inga underarter finns listade i Catalogue of Life.